# Styposis
Styposis là một chi nhện trong họ Theridiidae.

## Hình ảnh